# Raúl Comesaña
Raúl Comesaña Covelo (Vigo, 6 de marzo de 1933 - ibid. 1999) fue un maestro escultor español, siendo uno de los artistas más completos de Vigo y cuya influencia sobre los demás ha sido tan importante o más que su propia obra.

## Biografía
Nació en 1933 en la parroquia de Matamá en Vigo y falleció en esta ciudad en el año 1999. Su formación básica la efectuó con maestros canteros locales y la culminó en la Escuela de Bellas Artes de San Fernando en Madrid. Estableció su taller en la Parroquia de Pereiró en la Avenida de Castrelos, por donde pasaron innumerables artistas para aprender del maestro el oficio de esculpir la piedra.
Se casó con Josefa Domonte (Chicha) y tuvo 2 hijas y un varón. Alternó sus clases en el taller con la Escuela de Artes y Oficios de Vigo de la que fue profesor, siendo su faceta más importante la escultura en piedra, trabajando básicamente con granitos y mármoles creando esculturas de tipo figurativo y religioso.
Alternó esta especialidad con el bronce, ejecutando innumerables bustos y retratos de personalidades de todo tipo. Asimismo practicó con renombrado éxito, la talla en madera y la fabricación de muebles en maderas nobles; ejecutó con notable maestría dibujos y retratos de técnicas variadas, carboncillos, lápiz, pinturas.
Destacó asimismo como restaurador de elementos antiguos en piedra y madera (por ejemplo las andas del Cristo de la Victoria de Vigo tras sufrir un robo con vandalismo), figuras como el San Pedro de la parroquia de Matamá en Vigo y otras. Se dedicó también a otras especialidades menores como la ejecución de medallones conmemorativos, escultura funeraria, escudos y blasones nobiliarios para el Pazo de Castrelos entre otros.

## Obra

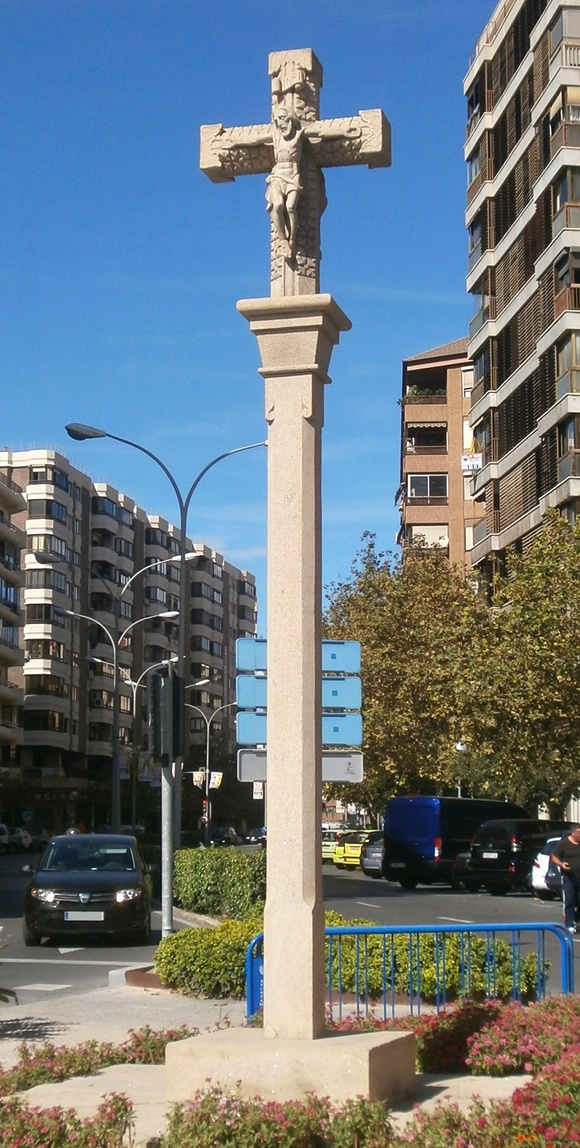
Cruceiro esculpido por Raúl Comesaña situado en Alicante (España)

Entre sus obras más conocidas destaca la colosal escultura de la Virgen del Carmen en la Parroquia de los Carmelitas en el paseo Padre Lorenzo, situada sobre la torre de la Iglesia. Esta impresionante figura que dominaba el oeste de la ciudad, está construida en granito del país excepto las manos y las caras de la Virgen y el niño, que son de mármol blanco. El peso de la escultura es de 25 toneladas y su altura es de 7 m.
Sus obras más frecuentes eran los cruceiros encargados por particulares o centros gallegos de la emigración, sobre todo de Sudamérica, siendo el más representativo de España el ubicado en la plaza de Galicia de Alicante, que con sus 7 m de altura domina la plaza.
En la actualidad se pueden contemplar en Vigo, el grupo escultórico conocido como "A Leiteira" situado en la falda del monte Castro, cuyos modelos fueron las hijas y la madre del artista y la Fuente de la Gran Vía de Vigo que representa a un viticultor cuyo modelo fue su propio padre.Entre los muchos bustos de figuras insignes ejecutados se encuentra el busto del cantor Carlos Gardel en el parque de la Avenida de Buenos Aires en Vigo, o la máscara mortuoria de Urbano Lugrís.
También se encuentra en el auditorio de Castrelos una figura que representa al poeta Martín Codax y una fuente en las inmediaciones del Colegio Dr. Fleming.